# Saropogon luctuosus
Saropogon luctuosus är en tvåvingeart som först beskrevs av Christian Rudolph Wilhelm Wiedemann 1820.  Saropogon luctuosus ingår i släktet Saropogon och familjen rovflugor. Inga underarter finns listade i Catalogue of Life.